# Johan Jeuken
Johan Jeuken (Venray, 1909 - Amsterdam, 14 februari 1982) maakte naïeve schilderijen; zelf noemde hij zich een plezierschilder. Zijn beroep was kleermaker: hij leerde het vak bij zijn vader en vestigde zich in 1933 als zelfstandig dames- en herenkleermaker.

## Ontwikkeling
In 1947 verhuisde Jeuken vanuit Venray met zijn gezin naar Amsterdam, waar hij zijn kleermakerij voortzette. In 1956 kwam hij als ontwerper en bedrijfsleider in dienst bij een kledingfabriek. In 1964 kreeg hij een zware hartaanval en moest hij op doktersadvies zijn werkzaamheden geheel staken. Na een langdurige herstelperiode maakte hij op verzoek van zijn vrouw een tekening. Zijn zoons, beiden afgestudeerd aan de Gerrit Rietveld Academie in Amsterdam, waren zo enthousiast over het resultaat dat zij hem aanspoorden om met tekenen door te gaan. Jeuken schreef zich in voor een cursus aan de Rietveld Academie en verruimde daar zijn kennis van tekenen en schilderen.

## Venray
Vanaf 1967 schilderde hij bijna uitsluitend met olieverf. Zijn schilderijen hebben vrijwel allemaal betrekking op het Venray van zijn jeugd. Ze beelden specifieke gebeurtenissen uit zoals de kermis, processies, het schuttersgilde en sportdemonstraties. Ook uitstapjes van de lagere school, de veemarkt, de mobilisatie en het bombardement van Venray zijn met eindeloos geduld en precisie geschilderd.
Naar aanleiding van een expositie in het Venrays Museum, schrijft Frans de Roos van de Stichting Venray Monumentaal:
"Vrijwel alle taferelen zijn geschilderd binnen een kader van omringende bebouwing. Daarmee heeft Jeuken op een belangwekkende manier veel gebouwen en straten in het Venrayse uit zijn jeugd in beeld gebracht. Het gaat om gebouwen die nu beschermd zijn als rijksmonument zoals de Grote Kerk en het voormalige Raadhuis op de Grote Markt. Maar ook om monumentale gebouwen die er nu niet meer zijn."

## Erkenning en exposities
De journalist Carel Swinkels, die wel zijn promotor als kunstschilder mag worden genoemd, bestempelde zijn stijl als 'anekdotisch'. In 1969 werd werk getoond op de Talens-expositie. In 1970 kocht de gemeente Amsterdam werk van hem aan en het Stedelijk Museum nam het schilderij De brand van de Paterskerk op in de collectie. Door een expositie in 1971 in de Amsterdamse Galerie Asselijn kreeg Jeuken landelijke bekendheid. In 1972 exposeerde hij bij Museum Fodor en in 1973 was zijn werk in het Brabants Museum te zien. In de Haagsche Courant schreef Dolf Welling: "Johan Jeuken is een van de meest veelzijdige en begaafde naïeven waarop door sommige verzamelaars jacht wordt gemaakt."
Rank Xerox wijdde in 1974 vrijwel het gehele kerstnummer van het bedrijfsblad aan het werk van Jeuken. In de daaropvolgende jaren exposeerde hij veel in binnen- en buitenland. Het Limburgs Museum in Venlo kocht een aantal schilderijen aan en ook het Venrays Museum heeft een aantal doeken in bezit. In 1981 werd bij Jeuken kanker geconstateerd. In het najaar van 1981 kreeg hij nog de Venroadse Erepries, die door de Vereniging voor Venrayse Volkscultuur “Het Veldeke” aan hem werd uitgereikt voor zijn bijdrage aan het in beeld brengen van Limburgse historie. Jeuken overleed op 14 februari 1982.
- Biografisch Portaal: 55332125
- International Standard Name Identifier: 0000 0003 9071 8683
- Nederlandse Thesaurus van Auteursnamen: 120491419
- RKD-Nederlands Instituut voor Kunstgeschiedenis: 42276
- Union List of Artist Names: 500689904
- Virtual International Authority File: 284395004
- WorldCat: E39PBJcgxrby4W388QDwPCR3Qq